# Polny Dzień

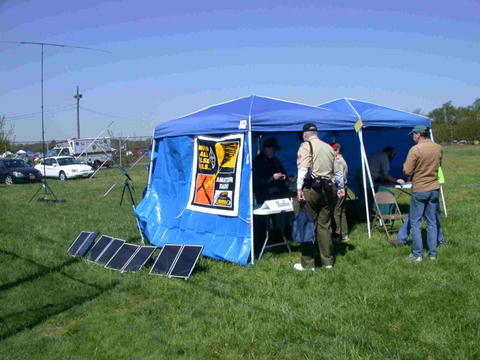
Amatorska radiostacja pod namiotem zasilana bateriami słonecznymi. W tle znajdują się przenośne anteny VHF/UHF, satelitarne i HF.

Polny Dzień lub Dzień Polny (ang. Field Day) – szeroko sponsorowane przez regiony IARU i organizacje członkowskie doroczne zawody krótkofalarskie, mające na celu zachęcenie radiooperatorów do przygotowania się do tworzenia awaryjnej łączności w sytuacjach krytycznych. W Stanach Zjednoczonych jest to największe ćwiczenie w kraju, w którym udział bierze ponad 30 000 operatorów każdego roku.
Od pierwszego, firmowanego przez ARRL w 1933 roku Dnia Polnego, radioamatorzy w całej Ameryce Północnej szkolili się w szybkim rozwinięciu sprzętu radiokomunikacyjnego w różnych warunkach, od akcji pod namiotami w odległych rejonach do działań wewnątrz Centrów Operacji Ratowniczych (EOC). Działania, podczas których stosuje się awaryjne i alternatywne źródła zasilania, są wysoce wskazane, aby uniezależnić się od elektryczności i innej publicznej infrastruktury, które często mogą być zawodne podczas klęsk żywiołowych lub gwałtownych warunków pogodowych.
Aby zdeterminować efektywność ćwiczeń każdego uczestnika tych akcji, organizuje się różnego rodzaju zawody i konkursy w czasie wolnym. Akcje takie zwykle trwające bez przerwy 24 godziny, wymagają zaplanowanych zmian operatorów w celu utrzymania stałej łączności radiowej. Dodatkowe punkty rywalizacji przyznawane są za eksperymenty z niecodziennymi sposobami pracy, na przykład robienie łączności przez satelitę lub zachęcanie i pozyskiwanie młodzieży do tej działalności.

## Field Day wPolsce
Dzień Polny w Europie sponsorowany jest przez IARU Region 1.
Głównymi celami akcji są:
- Przeprowadzenie ogólnopolskich ćwiczeń radiostacji amatorskich w warunkach terenowych.
- Przygotowanie do tworzenia awaryjnej sieci łączności na wypadek klęsk żywiołowych i innych zagrożeń.
- Doskonalenie umiejętności operatorskich w zakresie obsługi radiostacji amatorskich w warunkach polowych.

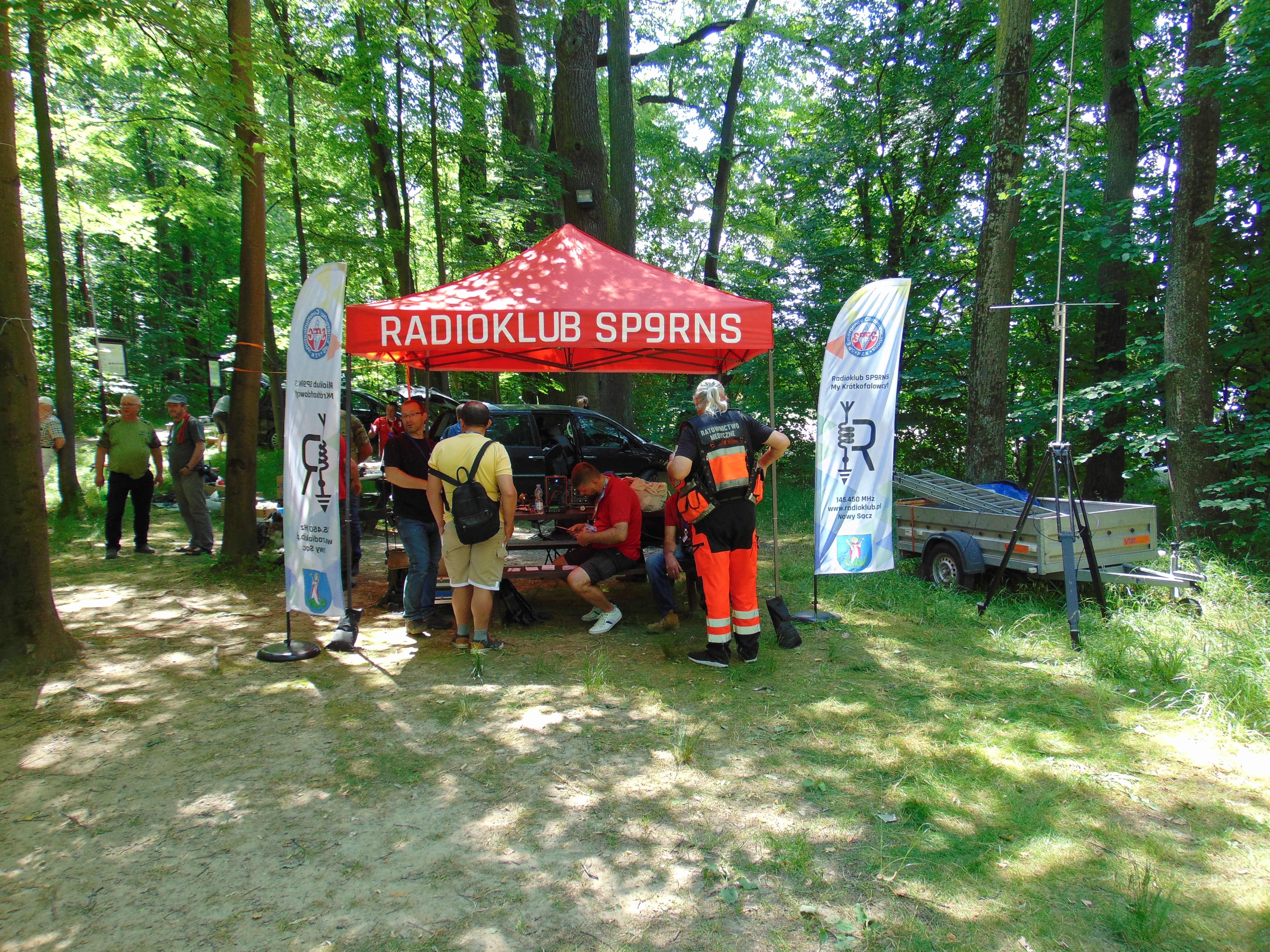
SP9RNS, radiostacja terenowa krótkofalowców z Nowego Sącza należąca do polskiego klubu łączności kryzysowej SP Emergency Communications

## Konkurencje w zawodach
- nawiązywanie łączności na pasmach:
  - KF – emisjami SSB, RTTY, CW
  - UKF – emisjami CW, SSB, FM
- przekazywanie meldunków indywidualnych od radiostacji terenowych do radiostacji sztabowych
- przekazywanie meldunków zbiorczych od radiostacji sztabowych do radiostacji głównej
- odbiór sygnałów alarmowania
- odbiór radiogramów kontrolnych
- praca radiostacji sztabowych z radiostacją główną
- nasłuchy – przeprowadza się jedynie podczas trwania konkurencji:
  - nawiązywanie łączności
  - odbiór radiogramów
  - odbiór sygnałów alarmowania.